# سیارک ۵۲۳۲
سیارک ۵۲۳۲ (به انگلیسی: 5232 Jordaens، نامگذاری:1988PR1) پنج هزار و دویست و سی و دومین سیارک کشف شده‌است که در ۱۴ اوت ۱۹۸۸ کشف شد.
قدر مطلق سیارک برابر ۱۲٫۰۰ است.